# Le Secret de l'enfant fourmi
Pour plus de détails, voir Fiche technique et Distribution.
Le Secret de l'enfant fourmi  est un drame français réalisé par Christine François et sorti en France le 2 mai 2012.

## Thème
Les pratiques infanticides rituelles liées aux croyances de sorcellerie, encore d'actualité de nos jours au Nord Bénin en pays Bariba.

## Synopsis
En voyage dans le Nord Bénin à la recherche de son ex, Cécile croise le chemin d’une jeune mère africaine qui lui dépose, affolée, un bébé dans les bras. Cécile va adopter cet enfant africain qu'elle appellera Lancelot, et qui va grandir en France. L’année de ses 7 ans, inquiète à cause de comportements étranges de Lancelot, elle décide de repartir avec lui vers le pays de ses origines pour tenter de percer le secret qui a entouré son abandon. Elle est alors confrontée aux pratiques violentes des villageois.

## Fiche technique
- Titre original français : Le Secret de l'enfant fourmi
- Réalisation : Christine François
- Scénario : Christine François, Sophie Fillières, Gaëlle Macé, Maurice Rabinowicz
- 1er assistant au Bénin : Matthieu Courtay
- Image en Aquitaine : François Kuhnel
- Image au Bénin : Dominique Colin
- Son : Régis Ramadour
- Costumes : Monic Parelle
- Casting : Maya Serrulla (A.R.D.A)
- Casting enfant : Soria Moufakkir
- Casting au Bénin : Fidèle Anato
- Décors Aquitaine : Fanny Mesnier
- Décors au Bénin : Valérie Valero
- Maquillage : Diane Duchesne
- Montage : Valérie Loiseleux
- Mixage : Nathalie Vidal
- Montage du son : Christophe Winding
- Musique originale : Jean-François Hoël
- Chef machiniste : Eric Fodera
- Chef électricien : Frédéric Deprez
- Direction de production : Christian Lambert
- Presse : Etienne Lerbret
- Productrice déléguée : Blanche Guichou
- Société de production : Agat films & Cie, en association avec la SOFICA Cinémage 5
- Société(s) de distribution : BAC Films
- Budget :
- Pays d’origine :  France
- Langue : français
- Genre cinématographique : drame
- Durée : 108 minutes
- Date de sortie : 2 mai 2012

## Distribution
- Audrey Dana : Cécile
- Robinson Stévenin : Didier Germain, l'ex de Cécile installé en Afrique
- Darouna : le bébé
- Elie Lucas Moussoko : Lancelot, le petit garçon africain à l'âge de 7 ans
- Yann Trégouët : Philippe, l'ami de Cécile en France
- Gérard Hounou : le gendarme africain
- Vivianne Tatangue : Fati, la villageoise africaine
- Catherine Gandois : la mère de Cécile
- Fati Ganiki : la mère biologique de Lancelot
- Mohamed Imorouchabi : le père biologique de Lancelot
- Théophile Sowié

## Distinctions
- 2011: Le Secret de l'enfant fourmi a été sélectionné dans les avant-premières Paris-Cinéma 2011, ainsi qu'au Festival d'Amiens 2011.
- 2012: Prix d'interprétation pour Audrey Dana. Festival Burundi 2012. Mention spéciale pour Elie-lucas Moussoko / Sélection officielle des Festivals du Burundi, de Salé, de Hamburg, de Haïfa, de Vancouver, de Mannheim, de Calcutta, de Goa...
- 2013: Sélection officielle Hors compétition au Fespaco 2013 / Sélection officielle compétition long métrage Luxor 2013...

## Réception critique
Le film, informant d'un fait de société au Bénin à la manière d'un documentaire — la réalisatrice est une habituée de ce genre cinématographique —, a  reçu une  critique partagée en tant que réalisation cinématographique.
- Le Nouvel Observateur : « Les portraits sont bien dessinés et le tableau des relations de la mère et de l'enfant se révèle très attachant, si bien que le film intéresse et séduit. »[1] Pascal Mérigeau. 30 avril 2012.
- Le Canard  Enchaîné : « Cécile, subtilement incarnée par Audrey Dana, n'a pas le courage d'abandonner l'enfant. Elle l'adopte et le ramène en France. Parmi les blancs, le voilà noir. Tellement  qu'il se fissure. Cécile décide alors de lui présenter son pays. Parmi les noirs le voilà sorcier. Et la voilà guerrière. Un film d'amour. Un film de mère. » Sorj Chalandon. Le Canard Enchaîné - 2 mai 2012.
- La Vie : « Son film n'est ni un éloge mièvre de l'adoption, ni une leçon néocolonialiste délivrée à une Afrique obscurantiste ! (...) Une invitation sensible et juste à dépasser les préjugés et à surmonter ses peurs. »[2] Frédéric Théobald. 3 mai 2012
- Le Figaro Magazine : « Pas d'analyse psychanalytique, de pathos ni de jugement facile (...) Coup d'essai, coup de maître pour cette réalisatrice de talent. »[3] Laurence Haloche. 27 et 28 avril 2012.
- Le Monde Cinéma : « Le Secret de l'enfant-fourmi : un film sur l'infanticide rituel qui manque de justesse. »[4] Noémie Luciani. 2 mai 2012.
- Première : « Le film aborde des questions essentielles sur l’Afrique, ses croyances et ses traditions [...] Mais la problématique de Cécile (refus de l’abandon, absence du père, hostilité envers sa mère, répétition d’un schéma familial...) est si surlignée qu’elle fait écran au vrai sujet du film. »[5] Isabelle Danel.
- Le Point : « L'intérêt quasi documentaire du propos et la conviction de l'actrice principale - Audrey Dana - ne font aucun doute, mais Le secret de l'enfant fourmi ne parvient pas à donner vie cinématographique à ses nobles intentions. »[6] Olivier De Bruyn. 2 mai 2012.